# برناسة
البَرْنَاسَة جنس نباتات وُضِعَت الآن في فصيلة الحرابية، والتي كانت تُصنف سابقاً في كاسرات الحجر . توجد النباتات في الموائل القطبية الشمالية وجبال الألب ، وكذلك في موائل الكثبان الرملية، والمستنقعات، والمروج الرطبة، ومناطق التسرب المفتوحة، والأخشاب الرطبة، وفي أرجاء نصف الكرة الشمالي.
سوقُها مقرة. أوراقها قرصية الانتشاب، مستطيلة الأعناق، كلوية النصال الصغيرة الجرداء البشرة. أزهارها فردية، خماسية البتلات، ترتكز على شماريخ مجوفة مستطيلة. ألوانها تختلف مع الأنواع يسود فيها الأصفر. ثمارها جراء عديدة البزور منفلقة ثلاثية المصاريع أو رباعياتها.

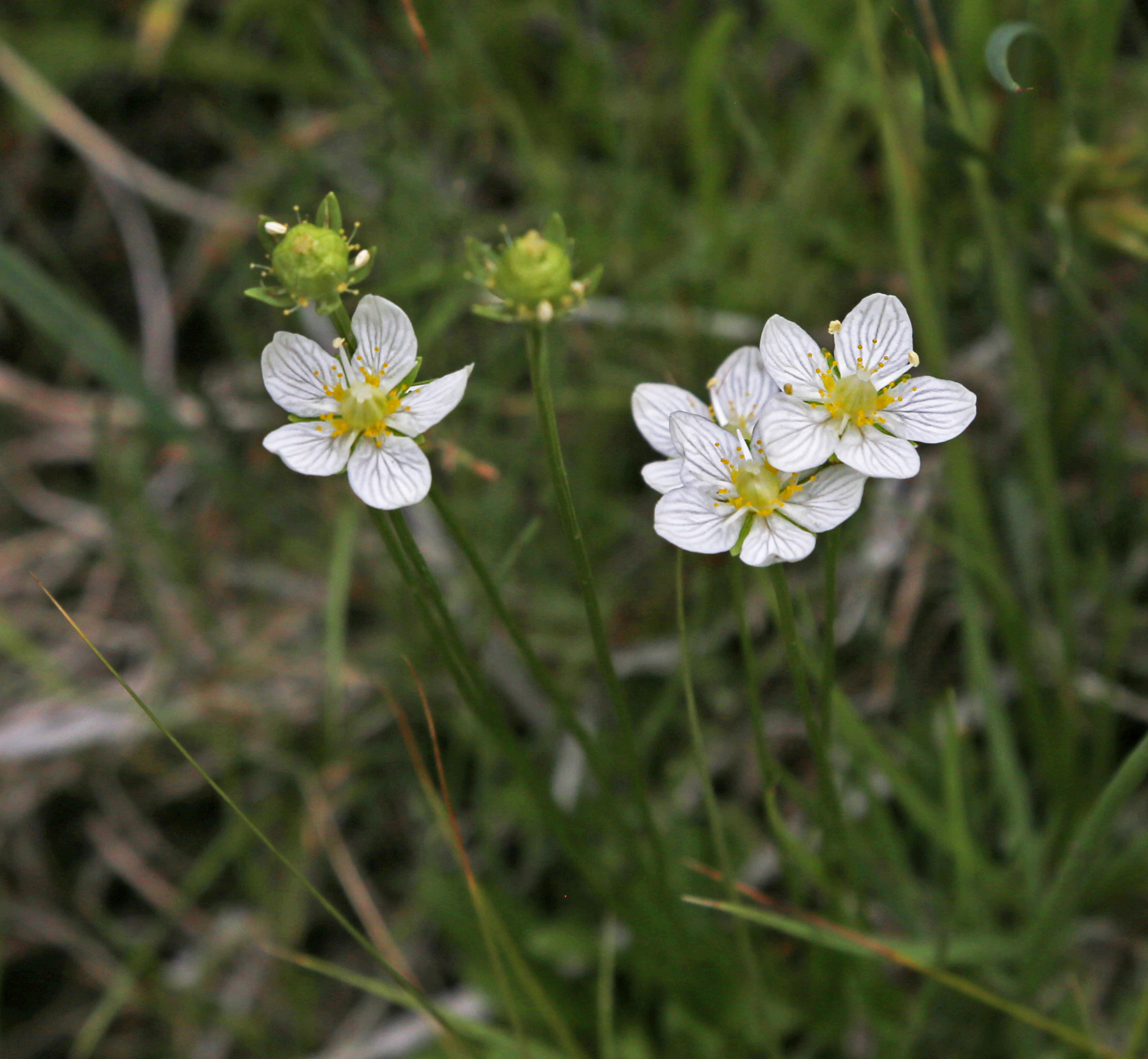
أحد أنواع البرناسة